# Road to Rouen
Albums de Supergrass
Supergrass is 10
(2004) Diamond Hoo Ha
(2008)

Road to Rouen est le cinquième album du groupe de rock anglais Supergrass, édité par le label Parlophone en 2005.
Le titre fait référence à la ville de Rouen, où l'album a été enregistré, dans une ancienne grange reconvertie en studio par le groupe. Le titre fait aussi référence à l'album Road to Ruin du groupe de punk rock Ramones sorti en 1978.
La photo de couverture de l'album représente un pont à bétail, près de Lefaux dans le Pas-de-Calais, qui traverse l'autoroute A16. L'A16 étant une partie de la route entre Boulogne et Rouen. 

## Titres
Toutes les chansons sont écrites par Supergrass.
| No | Titre                               | Durée |
| -- | ----------------------------------- | ----- |
| 1. | Tales Of Endurance (Parts 4, 5 & 6) |       |
| 2. | St Petersburg                       |       |
| 3. | Sad Girl                            |       |
| 4. | Roxy                                |       |
| 5. | Coffee In The Pot                   |       |
| 6. | Road To Rouen                       |       |
| 7. | Kick In The Teeth                   |       |
| 8. | Low C                               |       |
| 9. | Fin                                 |       |